# 普耶韋 (智利)
40°41′S 72°36′W / 40.683°S 72.600°W

普耶韋（西班牙語：Puyehue），是智利的城鎮，位於該國中南部湖大區的奧索爾諾省，始建於1971年11月5日，面積1,597.9平方公里，2002年人口11,368人，人口密度每平方公里7.1人。